# Parupeneus cyclostomus
 Parupeneus cyclostomus és una espècie de peix de la família dels múl·lids i de l'ordre dels perciformes.
Els mascles poden assolir els 50 cm de longitud total.
Es troba des del Mar Roig fins a Durban (Sud-àfrica), les Illes Hawaii, les Illes Marqueses, les Tuamotu, les Illes Ryukyu, Nova Caledònia i l'Illa de Pasqua.